# GraphicsMagick
GraphicsMagick — форк библиотеки ImageMagick, нацеленный на более стабильный и производительный API.
Библиотека откололась от ImageMagick версии 5.5.2 в 2002 году из-за противоречий в группе разработчиков. Распространяется под лицензией, совместимой с GPL.
Помимо API-интерфейсов, доступных в ImageMagick, GraphicsMagick также включает Tcl-API, называемый TclMagick.
Некоторые веб-сайты используют GraphicsMagickдля обработки большого количества загруженных фотографий.